# Нейман, Товиэль Моисеевич
Товиэ́ль Моисе́евич Не́йман (1863, Евпатория, Таврическая губерния — 1918, Сумы, Харьковская губерния) — русский художник, статский советник.

## Биография
Родился в 1863 году в Евпатории в караимской семье. Отец — степенный гражданин Моисей Самуилович Нейман, меламмед и младший газзан при евпаторийской большой кенассе. С 1885 по 1894 год как вольнослушатель учился в Императорской Академии художеств в Санкт-Петербурге. В 1892 году удостоен малой серебряной медали академии. 8 июля 1894 года получил звание неклассного художника. Много лет работал учителем рисования и чистописания в Урюпинском реальном училище, затем — в Сумах.
В 1907 году произведён в статские советники. На 1917 год был подведомственным Таврического и Одесского караимского духовного правления в ст. Урюпинской. 
Работал над написанием видов «пещерного города» Чуфут-Кале, которые планировалось приобрести для музея при караимской национальной библиотеке «Карай-Битиклиги», но из-за гражданской войны это не было реализовано. В собрании Одесского художественного музея хранится картина Т. М. Неймана «Цыган со скрипкой», датированная 1893 годом. Однако, по мнению В. Абрамова, в действительности картина принадлежит авторству художника Александра Неймана и была написана ещё до рождения Товиэля Неймана.
Умер в 1918 году в Сумах.

## Награды
- Малая серебряная медаль (второго достоинства) Императорской Академии художеств (1892)
- Орден Св. Станислава 3-й степени (1901)[10]
- Орден Св. Анны 3-й степени (1905)[11]
- Орден Св. Станислава 2-й степени (1907)[12]
- Орден Св. Анны 2-й степени (1911)[13]